# 劇団マーガリンズ
劇団マーガリンズ（げきだんマーガリンズ）は、日本の女性ユニット。「借金をしている女性限定」というコンセプトのもと全国オーディションを行いメンバーを決定。総監督はマッコイ斉藤、ゼネラルマネジャーは大久保佳代子が務める。
旧ユニット名は『ザ・マーガリンズ』。テレビ番組『マルガリン銀行』（TOKYO MX、BS11他）では、オーディションから1stライブまでの軌跡を放送した。

## 略歴

### 2014年
- 9月24日、第1期メンバー9名（藤原亜紀乃、髙橋蘭、小野美公、Marie Krause、西田真己、渡邊ナツ來、依田香奈実、木下結愛、光原みう）のお披露目が行われた。[3][4][5][6]
- 11月3日、ポニーキャニオン本社1階のイベントスペースで行われた1stシングル『グッバイ借金天国』予約イベントでは、大久保佳代子のギャグ的な言葉にちなんだイベントとして握手会ならぬ「枕営業」を実施した。[7]
- 11月8日、前述イベントに引き続き、「いいお肌の日」にちなんで、ファンの肌をいたわる企画としてハンドマッサージを実施した。また、"表現力を磨け! ジェスチャー対決!"と題した企画も行われた。[8]
- 11月29日、前述イベントに引き続き、デビュー曲『グッバイ借金天国』とカップリング曲『神様無しの神だのみ』の2曲をステージで初披露した。[9]
- 12月10日、『マルガリン銀行』番組内で、初代リーダーに藤原亜紀乃を任命したことが放送された。
- 12月14日、秋葉原発の地下アイドルグループ『仮面女子』がアリスプロジェクト常設劇場P.A.R.M.S（パームス）で行った定期ライブに、ザ・マーガリンズがゲスト出演した。[10]同ライブの仮面女子のMCでは、メンバーの森カノンが「借金総額150万円」、黒木ひなこが「2万円」と、ザ・マーガリンズのMC内容を意識した自己紹介を行っている。[11]
- 12月17日、1stシングルCD『グッバイ借金天国』がポニーキャニオンより発売。[12]参加メンバーは1期生9名（藤原亜紀乃、髙橋蘭、小野美公、Marie Krause、西田真己、渡邊ナツ來、依田香奈実、木下結愛、光原みう）。
- 12月23日、1stライブ『借金はLIVEで返せ!!』が東京・ヤクルトホールで行われた。[13][14][15][16][17]ライブ本編にはGMの大久保佳代子に加え、『マルガリン銀行』に出演した弾丸ジャッキーのオラキオ、応援ゲストとして希志あいの、KONAN、野呂佳代が登場。希志あいのより、恵比寿マスカッツのスピリッツ継承として、私立バナナマンゴーハイスクールの学園バッジがザ・マーガリンズのリーダー藤原亜紀乃に手渡された。さらに元恵比寿マスカッツのかすみ果穂、栗山夢衣、希島あいり、安藤あいかもサプライズで登場し、ザ・マーガリンズとともに総勢15名で恵比寿マスカッツの代表曲『バナナ・マンゴー・ハイスクール』を披露した。また同イベント内で第2期メンバー2名（石岡真衣、臼井愛佳）の加入がサプライズで発表された。[18][19][20][21]

### 2015年
- 1月31日、公式ブログ開設。[22]
- 2月3日、ニコ生番組『借金は“生”で返せ！』の放送が開始された。[23][24]
- 2月25日、『グッバイ借金天国』のカラオケが、JOYSOUNDより配信。[25]
- 3月3日、同上、DAMより配信。[26]
- 3月22日、VJ Gouが主催する音楽イベント『Club INSPIRE「春休み Special」』に、ザ・マーガリンズがゲスト出演した。[27]また、同イベントでセカンドシングル曲『桜はさくら/五円があります様に!』のうち『桜はさくら』を初披露した。
- 3月31日、ザ・マーガリンズ公式サイトで光原みうの脱退を発表。[注 1]
- 4月11日、ポニーキャニオン本社1階のイベントスペースで行われた定期イベントで、『五円があります様に!』を初披露した。
- 4月15日、2ndシングルCD『桜はさくら/五円があります様に!』がポニーキャニオンより発売。[28]収録参加メンバーは1期生の8名（藤原亜紀乃、髙橋蘭、小野美公、Marie Krause、西田真己、渡邊ナツ來、依田香奈実、木下結愛）と2期生の2名（石岡真衣、臼井愛佳）。
- 4月26日、2ndライブ＜借金はライブで返せ＞「大久保佳代子と歌謡祭」が、東京・恵比寿LIVEGATEで開催された。ゲストに大久保佳代子のほか、オラキオ（弾丸ジャッキー）、KONAN、大地洋輔（ダイノジ）が駆けつけて盛大に行われた。[29][30][31][32]
- 5月12日、トークイベント「『借金大論争』～だから私は借金をする」が東京・新宿ロフトプラスワンで開催された。ゲストにはマッコイ斎藤、オラキオ、野呂佳代、上島竜兵＆肥後克広（共にダチョウ倶楽部）が出演。[33][34]また、マッコイ斎藤よりグループを三体制に区分けすることが発表された（一軍：藤原、髙橋、小野、臼井、石岡、木下／二軍：西田、マリー／独立リーグ：渡邊、依田）。
- 6月16日、ニコ生番組『借金は“生”で返せ！』第10回放送で、依田香奈実と渡邊ナツ來の脱退を発表。
- 10月6日、ニコ生番組『借金は“生”で返せ！』第17回放送に出演したマッコイ斎藤より、ユニット名を『ザ・マーガリンズ』から『劇団マーガリンズ』に変更することが発表された。公式サイトは10月9日に更新され、「歌やダンスのみならず、より活動の幅を広げ、様々なスキルを兼ね備えたユニットを目指すために、次なるステップとして、演技力を鍛え演劇にチャレンジする」ことをコンセプトとして記載した。[1]

### 2016年
- 9月21日、野方区民ホールにて9月20日・21日開催の「舞台フルメタル・ジャンケンポン」を満席にすることが出来ず、「劇団マーガリンズ」の解散がブログで報告された。

## メンバー

### 現メンバー
| 名前         | よみ                           | 生年月日               | 血液型 | 出身地 | 加入期 | 備考                                            |
| ------------ | ------------------------------ | ---------------------- | ------ | ------ | ------ | ----------------------------------------------- |
| 藤原亜紀乃   | ふじわら あきの                | 1991年10月23日（33歳） | A型    | 岐阜県 | 1期    | 初代リーダー、恵比寿★マスカッツ                 |
| 髙橋蘭       | たかはし らん                  | 1994年12月12日（30歳） | -      | 大分県 | 1期    | [元]ヤンチャン学園 音楽部、[元]BLAZE、[元]CHIMO |
| 小野美公     | おの みく                      | 1990年3月20日（35歳）  | A型    | 三重県 | 1期    | 恵比寿★マスカッツ                               |
| Marie Krause | マリー クリスティーン クラウゼ | 1992年2月13日（33歳）  | -      | ドイツ | 1期    |                                                 |
| 西田真己     | にしだ まみ                    | 1983年12月25日（41歳） | O型    | 愛知県 | 1期    | Me-ma、nayutanayuta                             |
| 木下結愛     | きのした ゆあ                  | 1993年11月20日（31歳） | O型    | 山形県 | 1期    |                                                 |
| 石岡真衣     | いしおか まい                  | 1990年8月7日（34歳）   | A型    | 愛知県 | 2期    | 恵比寿★マスカッツ、[元]青春！トロピカル丸       |
| 臼井愛佳     | うすい あいか                  | 1990年11月26日（34歳） | A型    | 大阪府 | 2期    | Rucy、恵比寿★マスカッツ                         |

### 元メンバー
| 名前       | よみ            | 生年月日               | 血液型 | 出身地 | 加入期 | 最終在籍日    | 備考             |
| ---------- | --------------- | ---------------------- | ------ | ------ | ------ | ------------- | ---------------- |
| 光原みう   | みつはら みう   | 1990年11月21日（34歳） | A型    | 大阪府 | 1期    | 2015年3月31日 | [元]RiDDLE STORY |
| 依田香奈実 | よだ かなみ     | 1985年5月24日（40歳）  | A型    | 東京都 | 1期    | 2015年6月16日 |                  |
| 渡邊ナツ來 | わたなべ なつみ | 1991年9月6日（33歳）   | A型    | 茨城県 | 1期    | 2015年6月16日 |                  |

## 出演

### テレビ
- マルガリン銀行（2014年8月20日 - 12月31日、TOKYO MX、BS11他）[35][36]
- バラいろダンディ（2014年10月09日、TOKYO MX） - 突撃！バラいろリサーチ。[37]
- 有吉反省会（2014年10月19日、日本テレビ）[38]
- グッド!モーニング（2014年10月22日、テレビ朝日） - 流行り総会。[39]

その他お披露目の際
多数テレビ局の取材を受け朝のニュースなどで放送

### ラジオ
- ON8+1（2015年5月4日/11日、BayFM） - 番組コーナー「野呂対談」にゲスト出演（1週目：髙橋蘭、小野美公、西田真己、依田香奈実[40]／2週目：藤原亜紀乃、渡邊ナツ來、木下結愛、臼井愛佳[41]）。

## 書籍

### 雑誌
- Quick Japan vol.116（2014年10月14日、太田出版） - マッコイ斉藤インタビュー掲載。[42]
- エキサイティングマックス! 2014年12月号（2014年10月25日、ぶんか社）[43]
- 週刊SPA! 2014年11月18日号（2014年11月10日、扶桑社） - 藤原亜紀乃、髙橋蘭、依田香奈実が巻中グラビア掲載。[44][45]
- 週刊プレイボーイ 2014年12月1日号・No.48（2014年11月17日、集英社） - 巻中グラビア掲載[46]

## ディスコグラフィ

### シングル
|   | リリース日     | タイトル                       | 日 | 週    | 販売形態 | 規格品番   | 形態・備考                |
| - | -------------- | ------------------------------ | -- | ----- | -------- | ---------- | ------------------------- |
| 1 | 2014年12月17日 | グッバイ借金天国               | -  | 160位 | CD       | PCCA-70420 | c/w「神様無しの神だのみ」 |
| 2 | 2015年04月15日 | 桜はさくら/五円があります様に! | -  | 172位 | CD       | PCCA-70434 | 両A面                     |

### 映像作品
|   | リリース日     | タイトル                                                                    | 日 | 週 | 販売形態 | 規格品番                         | 形態・備考            |
| - | -------------- | --------------------------------------------------------------------------- | -- | -- | -------- | -------------------------------- | --------------------- |
| 1 | 2015年03月18日 | マルガリン銀行～借金返済ユニット 「ザ・マーガリンズ」第1回決算報告～DVD-BOX | -  | -  | DVD      | PCBG-61611 PCBG-72459 PCBG-72460 | 販売専用 レンタル専用 |

## ライブ／イベント

### ライブ
| 日程           | 開演  | 名称                                                    | 会場                  | 出演メンバー                                                     |
| -------------- | ----- | ------------------------------------------------------- | --------------------- | ---------------------------------------------------------------- |
| 2014/12/14(日) | 18:30 | アリスプロジェクトLIVE＠P.A.R.M.S                       | P.A.R.M.S             | 藤原、髙橋、小野、マリー、依田、木下、渡邊、西田                 |
| 2014/12/23(火) | 17:00 | 1st LIVE「借金はLIVEで返せ!!」                          | ヤクルトホール        | 藤原、髙橋、小野、マリー、依田、木下、渡邊、西田、(石岡)、(臼井) |
| 2015/03/22(日) | 14:30 | Club INSPIRE『春休み Special』 VJ Gou Presents Event    | 六本木 morph tokyo    | 藤原、髙橋、小野、マリー、依田、木下、渡邊、西田、石岡、臼井     |
| 2015/04/26(日) | 13:00 | 2nd LIVE＜借金は“LIVE”で返せ＞ 『大久保佳代子と歌謡祭』 | 恵比寿 LIVEGATE       | 藤原、髙橋、小野、マリー、依田、木下、渡邊、西田、石岡、臼井     |
| 2015/06/07(日) | 16:30 | GIRLS REVOLUTION@アキドラ                               | AKIBA ドラッグ&カフェ | 藤原、髙橋、小野、マリー、木下、臼井                             |
| 2015/06/30(火) | 17:30 | ホップ!ステップ!アイドルプラネット!!Vol.1               | 渋谷duo               | 藤原、髙橋、小野、石岡、木下、臼井、マリー、西田                 |
| 2015/07/11(土) | 11:30 | 新星堂presents. iPopステーションライブ Vol.9.9          | 東京FMホール          | 藤原、髙橋、石岡、木下、臼井、西田                               |

### イベント
- 定期イベント
- 1stシングル『グッバイ借金天国』予約／発売記念イベント（2014年10月5日 - 12月21日）
- 2ndシングル『桜はさくら/五円があります様に!』予約／発売記念イベント（2015年2月15日 - 4月19日）
- 「借金大論争」～だから私は借金をする～（2015年5月12日）[33][34]

### ニコニコ生放送
- 借金は“生”で返せ！（2015年2月3日 - ）[52]
- ニコラジ木曜日★コクヨＷＥＥＫ（2015年4月2日） - ゲスト出演（藤原、小野、石岡）。[53]

## WEBニュース

### 2014年
- 9/24 第1期メンバー9名のお披露目。[3][4][6]
- 11/4 『グッバイ借金天国』予約イベント。[7]
- 11/9 『グッバイ借金天国』予約イベント。[8]
- 11/19 今まで泥水を吸ってきたので、怖いもの知らず!（藤原、髙橋）。[54]
- 11/28 異色の“借金返済アイドル”ザ・マーガリンズ（藤原、髙橋、マリー、光原、依田、木下）。[55]
- 11/30 デビュー曲初披露。[9]
- 11/30 独占水着姿で負債事情を披露。[56]
- 12/9 赤信号！ このままでは借金増額！？[57]
- 12/12 現役アイドルの「恋愛観」を徹底調査。[45]
- 12/17 ザ・マーガリンズの明日はどっちだ!?[58]
- 12/20 借金返済ユニット「ザ・マーガリンズ」に触れてみた。[59]
- 12/23 運命のライブ直前！“借金返済ユニット”応援番組に注目。[60]
- 12/23 1stライブ『借金はLIVEで返せ!!』。[13][14][15][16][17][18][19][20][21]
- 12/26 マッコイ斉藤が語るバラエティ番組における“演出”の役割。[61]

### 2015年
- 1/16 3月にDVD-BOXで”決算報告”。[62]
- 1/29 初のニコ生！｢借金は”生”で返せ！｣。[23]
- 2/3 借金ユニット「ザ・マーガリンズ」とは 。[63]
- 2/4 2ndシングルと2ndライブを発表。[24]
- 4/8 トークイベントにオラキオ、マッコイ参加。[33]
- 4/13 トークイベントにダチョウ倶楽部上島、オークラが参加決定。[34]
- 4/15 新曲「桜はさくら」MV公開。[64][65][66][67]
- 4/21 2ndライブに大地雄介(ダイノジ)が出演決定。[68][69]
- 4/27 2ndライブ「大久保佳代子と歌謡祭」を開催。[29][30][31][32]
- 5/14 ザ・マーガリンズの今後の野望とは？[70]
- 5/26 借金返済アイドルが現状報告（藤原、石岡、臼井）。[71]
- 11/17 罵られアイドル、借金アイドル！いま「芸人プロデュース」のアイドルが熱い。[72]

## その他
藤原、小野、石岡は2015年に恵比寿★マスカッツに加入。2018年結成の恵比寿マスカッツ1.5にも合流（小野のみ同年12月に卒業）。2020年には藤原、石岡を中心としたメンバーで貧乏ユニット・ATM（エー・ティー・エム）結成。プロデューサーであるマッコイ斎藤は藤原、石岡にとって原点回帰を狙ったコンセプトであると述べている。